# Empedcochylis empeda
Empedcochylis empeda är en fjärilsart som beskrevs av Józef Razowski och Becker 1986. Empedcochylis empeda ingår i släktet Empedcochylis och familjen vecklare. Inga underarter finns listade i Catalogue of Life.